# 1864年アメリカ合衆国大統領選挙
1864年アメリカ合衆国大統領選挙（1864ねんアメリカがっしゅうこくだいとうりょうせんきょ、英語: United States presidential election of 1864）は、1864年に投開票されたアメリカ合衆国大統領選挙（第20回）であり、現職のエイブラハム・リンカーンが勝利を収めた。

## 概要
リンカーンは共和党員であったが、タカ派民主党と選挙協力を組んだ。この協力は国民統一党という形を取った。
リンカーンの対立候補は、民主党のジョージ・マクレランと急進派共和党のジョン・C・フレモントであった。マクレランは「平和の候補者」であったが、個人的には党の綱領を信じていなかった。フレモントは郵政長官のモンゴメリー・ブレアをその役職から追い出す政治的な仲立ちをした後、1864年9月に選挙運動を止めてしまった。
1864年の大統領選挙は南北戦争がまだ終わっていない時に行われ、アメリカ連合国に加入した州はどこも参加しなかった。
国中の共和党員は1864年の夏時点で苛立っていた。この頃、アメリカ連合国軍（南軍）はマンスフィールドの戦いやクレーターの戦いで勝利を収めていた。さらにこの戦争は多くの代償を払い続けていた。長く果てしない戦争に対して、民主党の主張する「和平交渉」がより望ましいものと見られるようになっていた。しかし、当時の民主党は党員集会で内部の厳しい軋轢を経験していた。
最終的にウィリアム・シャーマンがアトランタに進軍し、ユリシーズ・グラントは南軍陸軍総司令官のロバート・E・リーをその首都リッチモンドの外郭に押し込めていた。北軍が勝つことは間違いなく終戦が近付いていることが明らかになってきた。
リンカーンと副大統領候補のアンドリュー・ジョンソンの組は「流れの途中で馬を変えるな」をスローガンにして進んだ。共和党は名前を「国民統一党」に変えて、タカ派民主党に訴えた。新しい名前は選挙後に消えた。しかし、ジョンソンが共和党員となることは無かった。
共和党すなわち国民統一党は、民主党をできるだけ悪く表現することに全力を注いだ。マクレランの平和主義的綱領を冷やかし、民主党を不実なマムシと非難した。11月8日、リンカーンは一般投票で40万票以上の差を付け、選挙人の獲得数でも多数となった。幾つかの州では兵士として従軍している市民が戦場で投票することを認めたが、これはアメリカの歴史でも初めてのことだった。北軍の兵士の70％以上がリンカーンを選んだ。

## 候補者の指名

### 国民統一党
エイブラハム・リンカーンが共和党の候補者に指名された。共和党は1864年の選挙に限り国民統一党と名前を変えたので、一時的ではあるが存在しなくなっていた。しかし、リンカーンの指名は全会一致ではなく、リンカーンに不満な反対者22名は候補者でもなかったユリシーズ・グラントに投票した。統一の旗の下でタカ派民主党と協力していく機会と見た党員集会は、テネシー州知事のアンドリュー・ジョンソンを副大統領候補に指名した。副大統領候補は他にも現職のハンニバル・ハムリン、元ニューヨーク州選出上院議員ダニエル・ディキンソン、ブキャナンの内閣の閣僚ジョセフ・ホルトおよびベンジャミン・バトラーがいた。ハムリン以外はタカ派民主党員であった。

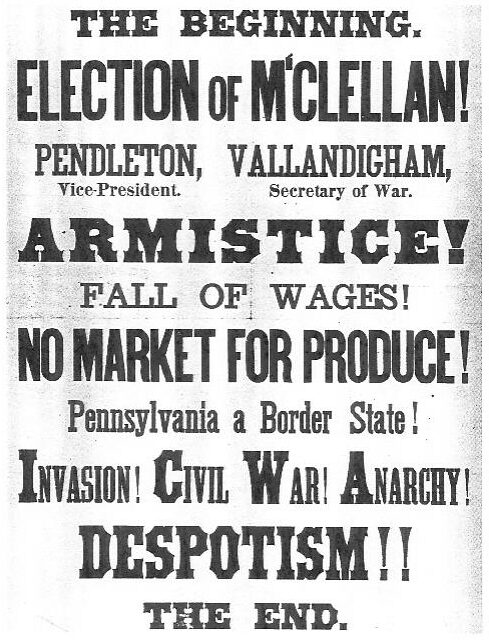
国民統一党のポスター。1864年

### 民主党
民主党の候補者
- ジョージ・マクレラン、北軍少将、ニュージャージー州出身
- チャールズ・オコーナー、ニューヨーク州の弁護士
- ホレイショ・シーモア、ニューヨーク州知事、1860年大統領選挙での指名候補
- トマス・シーモア、元コネチカット州選出下院議員

民主党はタカ派と反戦マムシ派に大きく分かれていた。妥協の産物として戦争遂行派のジョージ・マクレランが反戦綱領と共に指名された。マクレランが投票で他の3候補を破り、副大統領候補にはジョージ・ペンドルトンが平和綱領で指名された。しかし、マクレランは個人的にはこの綱領を拒否していた。

## 一般選挙
この選挙は戦争中に行われたが、1812年の米英戦争の時以来のことだった。北軍がジョージア州とバージニア州で勝利し、続いてフレモントが急進派共和党の候補から辞退したことで、マクレランの勝利の可能性は消えていった。
国政選挙の行方は大統領選挙の前数ヶ月の州別の選挙で現れていた。オレゴン州（6月5日）、バーモント州（9月6日）、メイン州（9月11日）、オハイオ州とペンシルベニア州（10月10日）およびウエストバージニア州（10月26日）の6州では国民統一党が圧倒的な勝利を収めた。これら6州から国民統一党はアメリカ合衆国下院に44名を送り、対抗する民主党は10名に過ぎなかった。純増は18議席だった。リンカーン再選のお膳立ては出来ていた。

### 結果
この選挙では24州のみが参加し、アメリカ連合国に加盟していた11州は加わらなかった。ネバダ州、ウエストバージニア州およびカンザス州が州に昇格して初めて参加した。戦後の処理を行っていたテネシー州とルイジアナ州は選挙人を選出したが、アメリカ合衆国議会はその投票を算入しなかった。なお、ネバダ州の選挙人のうち1人は投票しなかった。
| 大統領選の結果                          |            |            |            |                 |                                     |              |
| 大統領候補者 出身州                     | 党         | 得票数(a)  | 得票率     | 選挙人得票数(a) | 副大統領候補者 出身州               | 選挙人得票数 |
| エイブラハム・リンカーン イリノイ州     | 国民統一党 | 2,218,388  | 55.0%      | 212             | アンドリュー・ジョンソン テネシー州 | 212          |
| ジョージ・マクレラン ニュージャージー州 | 民主党     | 1,812,807  | 45.0%      | 21              | ジョージ・ペンドルトン オハイオ州   | 21           |
| 合計                                    | 合計       | 4,031,887  | 100%       | 233             | -                                   | 233          |
| 選出必要数                              | 選出必要数 | 選出必要数 | 選出必要数 | 117             | -                                   | 117          |

#### 州ごとの結果
出典: Walter Dean Burnham, Presidential ballots, 1836–1892 (Johns Hopkins University Press, 1955) pp. 247–57.
| リンカーン/ジョンソンが勝利した州   |          |                                     |                                     |                                     |                             |                             |                             |           |      |  |  |  |  |  |
| マクレラン/ペンドルトンが勝利した州 |          |                                     |                                     |                                     |                             |                             |                             |           |      |  |  |  |  |  |
|                                     |          | エイブラハム・リンカーン 国民統一党 | エイブラハム・リンカーン 国民統一党 | エイブラハム・リンカーン 国民統一党 | ジョージ・マクレラン 民主党 | ジョージ・マクレラン 民主党 | ジョージ・マクレラン 民主党 | 州計      | 州計 |  |  |  |  |  |
| 州                                  | 選挙人数 | #                                   | %                                   | 選挙人数                            | #                           | %                           | 選挙人数                    | #         |      |  |  |  |  |  |
| カリフォルニア州                    | 5        | 62,053                              | 58.6                                | 5                                   | 43,837                      | 41.4                        | -                           | 105,890   | 100  |  |  |  |  |  |
| コネチカット州                      | 6        | 44,673                              | 51.4                                | 6                                   | 42,285                      | 48.6                        | -                           | 86,958    | 100  |  |  |  |  |  |
| デラウェア州                        | 3        | 8,155                               | 48.2                                | -                                   | 8,767                       | 51.8                        | 3                           | 16,922    | 100  |  |  |  |  |  |
| イリノイ州                          | 16       | 189,512                             | 54.4                                | 16                                  | 158,724                     | 45.6                        | -                           | 348,236   | 100  |  |  |  |  |  |
| インディアナ州                      | 13       | 149,887                             | 53.5                                | 13                                  | 130,230                     | 46.5                        | -                           | 280,117   | 100  |  |  |  |  |  |
| アイオワ州                          | 8        | 83,858                              | 63.1                                | 8                                   | 49,089                      | 36.9                        | -                           | 132,947   | 100  |  |  |  |  |  |
| カンザス州                          | 3        | 17,089                              | 81.7                                | 3                                   | 3,836                       | 18.3                        | -                           | 21,580    | 100  |  |  |  |  |  |
| ケンタッキー州                      | 11       | 27,787                              | 30.2                                | -                                   | 64,301                      | 69.8                        | 11                          | 92,088    | 100  |  |  |  |  |  |
| メイン州                            | 7        | 67,805                              | 59.1                                | 7                                   | 46,992                      | 40.9                        | -                           | 114,797   | 100  |  |  |  |  |  |
| メリーランド州                      | 7        | 40,153                              | 55.1                                | 7                                   | 32,739                      | 44.9                        | -                           | 72,892    | 100  |  |  |  |  |  |
| マサチューセッツ州                  | 12       | 126,742                             | 72.2                                | 12                                  | 48,745                      | 27.8                        | -                           | 175,487   | 100  |  |  |  |  |  |
| ミシガン州                          | 8        | 91,133                              | 55.1                                | 8                                   | 74,146                      | 44.9                        | -                           | 165,279   | 100  |  |  |  |  |  |
| ミネソタ州                          | 4        | 25,031                              | 59                                  | 4                                   | 17,376                      | 41                          | -                           | 42,407    | 100  |  |  |  |  |  |
| ミズーリ州                          | 11       | 72,750                              | 69.7                                | 11                                  | 31,596                      | 30.3                        | -                           | 104,346   | 100  |  |  |  |  |  |
| ネバダ州                            | 2        | 9,826                               | 59.8                                | 2                                   | 6,594                       | 40.2                        | -                           | 16,420    | 100  |  |  |  |  |  |
| ニューハンプシャー州                | 5        | 36,596                              | 52.6                                | 5                                   | 33,034                      | 47.4                        | -                           | 69,630    | 100  |  |  |  |  |  |
| ニュージャージー州                  | 7        | 60,724                              | 47.2                                | -                                   | 68,020                      | 52.8                        | 7                           | 128,744   | 100  |  |  |  |  |  |
| ニューヨーク州                      | 33       | 368,735                             | 50.5                                | 33                                  | 361,986                     | 49.5                        | -                           | 730,721   | 100  |  |  |  |  |  |
| オハイオ州                          | 21       | 265,674                             | 56.4                                | 21                                  | 205,609                     | 43.6                        | -                           | 471,283   | 100  |  |  |  |  |  |
| オレゴン州                          | 3        | 9,888                               | 53.9                                | 3                                   | 8,457                       | 46.1                        | -                           | 18,345    | 100  |  |  |  |  |  |
| ペンシルベニア州                    | 26       | 296,292                             | 51.6                                | 26                                  | 277,443                     | 48.4                        | -                           | 573,735   | 100  |  |  |  |  |  |
| ロードアイランド州                  | 4        | 14,349                              | 62.2                                | 4                                   | 8,718                       | 37.8                        | -                           | 23,067    | 100  |  |  |  |  |  |
| バーモント州                        | 5        | 42,419                              | 76.1                                | 5                                   | 13,321                      | 23.9                        | -                           | 55,750    | 100  |  |  |  |  |  |
| ウェストバージニア州                | 5        | 23,799                              | 68.2                                | 5                                   | 11,078                      | 31.8                        | -                           | 34,877    | 100  |  |  |  |  |  |
| ウィスコンシン州                    | 8        | 83,458                              | 55.9                                | 8                                   | 65,884                      | 44.1                        | -                           | 149,342   | 100  |  |  |  |  |  |
| 合計:                               | 233      | 2,218,388                           | 55                                  | 212                                 | 1,812,807                   | 45                          | 21                          | 4,031,887 | 100  |  |  |  |  |  |
|                                     |          |                                     |                                     |                                     |                             |                             |                             |           |      |  |  |  |  |  |

出典 (一般投票): Leip, David. "1864 Presidential Election Results". Dave Leip's Atlas of U.S. Presidential Elections. 2005年7月27日閲覧。
出典 (選挙人投票): "Electoral College Box Scores 1789–1996". アメリカ国立公文書記録管理局. 2005年7月31日閲覧。

### 接戦だった州
赤字は国民統一党、青字は民主党が勝利したことを示す。
得票率差1％未満　(選挙人数33):
1. ニューヨーク州 0.92% (選挙人数33)

得票率差5％未満　(選挙人数35):
1. コネチカット州 2.76% (選挙人数6)
2. ペンシルベニア州 3.51% (選挙人数26)
3. デラウェア州 3.62% (選挙人数3)